# Посткросинг
Посткро́синг (англ. Postcrossing) — проєкт, створений для можливості отримання листівок з усього світу. Виник під впливом буккросингу. В основі принципу обміну листівками лежить єдина база всіх учасників проєкту, а також механізм видачі адрес, спрямований на те, щоб різниця між відправленими і отриманими листівками у кожного учасника була мінімальною. При цьому в посткросингу діє система непрямого обміну, тобто відправляючи листівки одним користувачам, учасник отримує їх від інших.
Станом на 2 липня 2019 року в проєкті було зареєстровано 769 027 користувачів з 216 країн (у тому числі 25 891 користувач з України), з них жінок — 506 284, чоловіків — 103 934, осіб, що вирішили не повідомляти про свою стать — 145 317, та 11 180 групових акаунтів.

590 000 людей із 212 країн, в; за годину пересилається більше 1200 листівок.

## Історія
Ідею проєкту втілив португалець Пауло Магаляес, який відкрив свій сайт 14 липня 2005 року. Мотивація була заснована на тому, що він любив отримувати пошту, особливо листівки. «Елемент несподіванки при отриманні листівки з різних місць (про більшість з яких ви, мабуть, ніколи не чули), яку можете знайти у вашій поштовій скриньці — хто б не хотів такого сюрпризу?»
Проєкт починався як хобі для самого Пауло Магаляеса, але несподіваний успіх показав, що ідея є популярнішою, ніж передбачалося. Спочатку він створював проєкт на старому комп'ютері, розміщеному у своєму будинку, але швидко стало зрозуміло, що цього недостатньо. Проєкт інтенсивно розширювався в Португалії, де і був розроблений.
З часом проєкт був помічений ЗМІ, які сприяли його зростанню та популярності. Посткросинг досяг першого мільйону листівок 11 квітня 2008 року і відтоді розвивався швидше, ніж за всі попередні роки. Другий мільйон був 26 лютого 2009 року з листівкою, яка подорожувала з Німеччини до Норвегії. Третій мільйон був досягнутий 24 вересня 2009 року з листівки, яка подорожувала з Фінляндії в Словенію. Четвертий мільйон — 28 березня 2010 року з листівки, що була відправлена з Чехії до Нідерландів. Зокрема, 16 та 19 мільйонів було досягнуто завдяки листівкам, що були відправлені з України. 27 січня 2012 була отримана десятимільйонна листівка.
| Дата             | Час (UTC)  | Мільйонів листівок | від 🠪 до                 |
| ---------------- | ---------- | ------------------ | ------------------------ |
| 11 квітня 2008   | 4:00 p.m.  | 1                  | Туреччина 🠪 Румунія      |
| 26 лютого 2009   | 6:30 a.m.  | 2                  | Німеччина 🠪 Норвегія     |
| 24 вересня 2009  | 4:10 p.m.  | 3                  | Фінляндія 🠪 Словенія     |
| 28 березня 2010  | 11:20 a.m. | 4                  | Чехія 🠪 Нідерланди       |
| 24 серпня 2010   | 8:00 p.m.  | 5                  | Італія 🠪 Норвегія        |
| 30 грудня 2010   | 12:00 p.m. | 6                  | Іспанія 🠪 Німеччина      |
| 19 квітня 2011   | 7:00 p.m.  | 7                  | КНР 🠪 Нідерланди         |
| 2 серпня 2011    | 11:30 a.m. | 8                  | Фінляндія 🠪 Японія       |
| 3 листопада 2011 | 7:00 a.m.  | 9                  | КНР 🠪 Росія              |
| 27 січня 2012    | 4:50 p.m.  | 10                 | Японія 🠪 Німеччина       |
| 3 квітня 2012    | 9:10 p.m.  | 11                 | США 🠪 Ісландія           |
| 12 червня 2012   | 7:30 p.m.  | 12                 | США 🠪 Нідерланди         |
| 22 серпня 2012   | 6:10 a.m.  | 13                 | Гонконг 🠪 Росія          |
| 25 жовтня 2012   | 9:50 p.m.  | 14                 | Нідерланди 🠪 Гондурас    |
| 31 грудня 2012   | 1:46 p.m.  | 15                 | Німеччина 🠪 Італія       |
| 4 березня 2013   | 8:21 a.m.  | 16                 | Україна 🠪 Росія          |
| 1 травня 2013    | 0:21 a.m.  | 17                 | Росія 🠪 Австралія        |
| 3 липня 2013     | 5:53 a.m.  | 18                 | Фінляндія 🠪 Тайвань      |
| 2 вересня 2013   | 3:08 a.m.  | 19                 | Україна 🠪 Німеччина      |
| 28 жовтня 2013   | 10:50 p.m. | 20                 | США 🠪 Тайвань            |
| 23 грудня 2013   |            | 21                 | Нідерланди 🠪 Італія      |
| 17 лютого 2014   |            | 22                 | Нідерланди 🠪 Польща      |
| 29 березня 2014  |            | 23                 | Німеччина 🠪 Австралія    |
| 31 травня 2014   |            | 24                 | Латвія --> Японія        |
| 10 серпня 2014   | 11:02 a.m. | 25                 | Нідерланди --> Німеччина |
| 10 жовтня 2014   |            | 26                 |                          |

## Типи обміну в посткросингу

### Офіційний обмін
Офіційний обмін — термін, який застосовується в посткросингу для позначення листівок, відправлених через автоматизований інтерфейс сайту. Принцип обміну полягає в наступному:
1. Учасник запитує у системи випадкову адресу іншого учасника і посилає йому листівку;
2. Коли листівка досягає адресата, той реєструє її в системі за допомогою ідентифікаційного коду, який повинен був вказати відправник;
3. Після того, як хоча б одна листівка учасника була зареєстрована, його адреса видається випадковим чином на запит іншого учасника, при цьому алгоритм видачі адрес спрямований на мінімізацію різниці між числом отриманих та відправлених листівок.

Використання такого механізму обміну припускає один з трьох статусів для кожної листівки:
- У дорозі (travelling)
- Отримана (registered)
- Закінчився термін доставки (expired)

Перший статус передбачає, що система видала відправнику адресу одержувача і листівка знаходиться у дорозі або ще не була відправлена. Коли листівка доходить до адресата, той заходить під своїм обліковим записом в систему і реєструє її, вводячи ідентифікаційний код, який відправник повинен був вказати на листівці. Ідентифікаційний код складається з двох частин: двох букв та кількох цифр. Літери відповідають коду країни відправника в форматі ISO 3166, а число позначає порядковий номер листівки, відправленої за допомогою системи з даної країни. Після реєстрації листівка набуває статус «отримана». У разі, якщо після закінчення 60 днів з моменту відправлення листівка так і не була зареєстрована, їй присвоюється статус «закінчився термін давності», таким чином число листівок зі статусом «в дорозі» зменшується на одиницю. Цей статус введений в систему в зв'язку з існуванням ліміту на кількість листівок, які одночасно мають статус «в дорозі», для кожного користувача. Цей ліміт дорівнює 5 для користувачів-початківців і збільшується з ростом числа листівок учасника, що дійшли до адресата.

### Обмін через форум проєкту

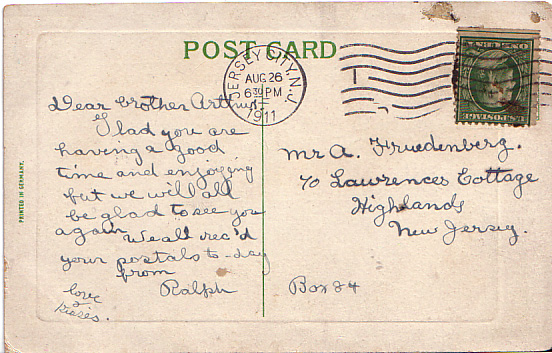
Члени Посткросингу називаються посткросерами

#### Теги
Тег (tag) — спосіб обміну листівками «по ланцюжку». Кожен відзначається у відповідній темі на форумі (як правило, тема відповідає певній тематиці листівок), відправляє листівку користувачеві вище, а сам отримує листівку від наступного відзначеного користувача.
Існує також такий підвид тегів, як теги з пропозицією (offer tag). У них учасник пропонує деякі листівки, а зацікавлені користувачі звертаються до нього з відповідним повідомленням у темі на форумі. В цьому випадку користувач відсилає листівку вам, а не ви — йому, як у звичайних тегах.
Також існують теги, прив'язані до конкретної країни (country tags) або регіону. Учасник має право відзначитися в такому тегу, тільки якщо останній відзначений до нього належить до протилежної групи в рамках цього тегу. Таким чином, у тегу «Росія х інші країни» користувачі з Росії можуть відзначатися тільки після відміток користувачів з інших країн, і навпаки.

#### Обмін по колу
Обмін по колу, відоміший, як round robin, також об'єднує користувачів в групи за деяким критерієм. У класичному варіанті такого обміну всі учасники висилають листівку кожному з членів своєї групи. Таким чином, кожна пара учасників в рамках групи надішле один одному по одній листівці (або більше однієї, якщо такі умови обміну).

#### Мандрівний конверт
Мандрівний конверт, або travelling envelope, — це тип обміну, в якому група користувачів відправляє одну і ту ж листівку або конверт по ланцюжку один одному. Такий вид обміну цінується любителями марок і поштових штампів, оскільки листівка або конверт стає практично повністю покритою ними після проходження повного кола учасників.
Крім того за такою системою може здійснюватися послідовний обмін листівками в конверті: кожен член групи може взяти з конверта кілька листівок, які йому до вподоби, компенсувавши їх такою ж кількістю своїх, і відправити далі по ланцюжку.

#### Інші види обміну
На базі форуму посткросинга також поширений обмін різних суміжних тематик, зокрема: обмін марками, монетами, банкнотами, наклейками. Організація даних типів обміну схожа з аналогічними принципами обміну листівками.

## Статистика[18]

Статистика відправлених листівок по місяцях

На сайті посткросинга зберігається різноманітна статистика як для окремого користувача, так і для кожної країни, а також для всього проєкту в цілому.
Відповідно до даної статистики на 8 грудня 2011 року, в посткроссінгу взяли участь жителі всіх країн Землі, за винятком більшої частини країн Західної Африки, Бурунді, ДР Конго, Габон та Сомалі, а також ряду острівних держав Океанії, які не мають жодної відправленої листівки.
Дуже популярним посткросинг є в Європі, США, Китаї та Росії, що доводить таблиця, наведена нижче:

### Кількість користувачів по країнах
Останнє оновлення 29 лютого 2020 року.
| Ранжування | Країни          | Користувачі | Відправлені листівки |
| ---------- | --------------- | ----------- | -------------------- |
| 1          | Росія           | 102,833     | 6,806,280            |
| 2          | Тайвань         | 99,251      | 2,452,600            |
| 3          | США             | 72,972      | 5,996,368            |
| 4          | КНР             | 72,841      | 2,436,319            |
| 5          | Німеччина       | 55,439      | 8,453,050            |
| 6          | Нідерланди      | 40,840      | 4,292,309            |
| 7          | Польща          | 33,773      | 1,410,711            |
| 8          | Білорусь        | 31,244      | 2,314,820            |
| 9          | Україна         | 26,839      | 1,474,859            |
| 10         | Чехія           | 21,584      | 1,525,935            |
| 11         | Фінляндія       | 20,842      | 3,465,410            |
| 12         | Велика Британія | 17,790      | 1,109,531            |
| 13         | Франція         | 16,491      | 1,149,049            |
| 14         | Туреччина       | 11,889      |                      |
| 15         | Канада          | 11,036      | 904,235              |

| Ранжування | Країни          | Користувачі | Відправлені листівки |
| ---------- | --------------- | ----------- | -------------------- |
| 1          | Німеччина       | 36,138      | 2,844,279            |
| 2          | США             | 46,583      | 2,458,365            |
| 3          | Нідерланди      | 31,177      | 2,275,086            |
| 4          | Росія           | 53,119      | 2,178,223            |
| 5          | Фінляндія       | 16,339      | 1,947,411            |
| 6          | Білорусь        | 19,096      | 1,103,336            |
| 7          | КНР             | 44,286      | 1,038,499            |
| 8          | Тайвань         | 44,134      | 1,024,997            |
| 9          | Україна         | 20,627      | 1,024,997            |
| 10         | Польща          | 23,836      | 734,788              |
| 11         | Велика Британія | 9,875       | 482,200              |
| 12         | Японія          | 6,051       | 481,665              |
| 13         | Канада          | 6,734       | 391,571              |
| 14         | Чехія           | 9,488       | 391,360              |
| 15         | Франція         | 6,198       | 346,722              |

## Цікаві факти

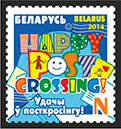
Поштова марка Білорусі на тему посткросингу

- Перша листівка проєкту була надіслана з Португалії та отримала ідентифікатор PT-1.
- 14 жовтня 2011 року компанією PostNL, що здійснює поштові послуги на території Нідерландів, був випущений блок марок, присвячений посткросингу.
- Популярність посткросингу призвела не тільки до відродження попиту на листівки, а й зробила їх настільки актуальним товаром, що в Росії, Білорусі, Нідерландах та США з'явилися інтернет-магазини, що спеціалізуються суто з продажу ексклюзивних листівок.
- Статистика офіційного сайту свідчить, що сумарна відстань, пройдена усіма відправленими в рамках проєкту листівками, становить понад 50 млрд км, що більш ніж в 330 разів перевтщує відстань від Землі до Сонця.
- Попри те, що на сьогоднішній день користувачі з США відправили більше листівок, ніж фіни, листівка з кодом FI-1000000 була відправлена раніше, ніж US-1000000 (але це не означає, що учасники з Фінляндії відправили мільйон листівок — адже відправлені листівки фіксуються лише в тому випадку, якщо вони дійшли. За статистикою 10-12 % листівок не реєструються в системі через поштові проблеми або через неактивність користувачів). Сталося це 27 січня 2011 року, а для учасників із США аналогічна подія відбулася на три тижні пізніше.
- В базі даних посткросингу числиться 11 листівок, відправлених з Антарктиди (що має власний код AQ в системі ISO 3166). Жодна з них, однак, не була в дійсності відправлена із південного континенту — справа в тому, що система дозволяє користувачеві вибрати при реєстрації будь-яку країну, в тому числі відмінну від зазначеної в адресі.
- Десятимільйонна листівка, зареєстрована 27 січня 2012 року, була відправлена з Японії до Німеччини.[10]

## Пов'язані поняття
- Філокартія
- Дискокросинг
- Геокешинг — «пошук скарбів» із застосуванням GPS-навігації. Часто як скарби використовують книги, суміщаючи «буккросинг» з «геокешингом».
- Буккросинг

## Галерея

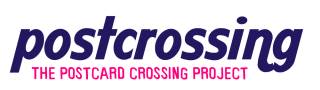
Старий логотип посткросингу
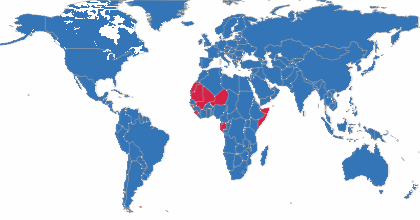
Країни, що вже взяли участь у посткросингу — синім кольором. Країни, які ще не брали участь — червоним кольором.